# 木村万作
木村 万作（きむら まんさく、1955年12月30日 - ）は、日本のドラマー。東京都出身。早稲田大学卒業。

## 略歴
早稲田大学在学中に橋本一子の1stアルバムに参加。以降スタジオ・ミュージシャンとして活動。
1985年よりフュージョン･バンドのプリズムに参加。プリズム参加当時のアルバムクレジットは「KIMURA "MANSAKU" SATOSHI」となっている。当初はサポートメンバーだったが、1988年から正式メンバーに加入。2000年に渡辺建が脱退してからはオリジナルメンバーの和田アキラに次ぐ古参メンバーとして活躍した。
この他、小田和正のバックバンドFar East Club Band、小堺一機などのサポート・ミュージシャンとしても活躍している。
演奏はグルーヴ感溢れるものからアグレッシブなものまで幅広くこなし、様々なスタイルを見せている。楽器メーカーパール、セイビアンのエンドーサーである。

## 映像作品
- 『フィル・インの常套句 ロック・ドラミング編』 2003年2月20日 リットーミュージック
- 『グルーヴ ドラミングベーシックメソッド』 2004年12月20日 アトス・インターナショナル